# Vrydagzynea salomonensis
Vrydagzynea salomonensis är en orkidéart som beskrevs av Rudolf Schlechter. Vrydagzynea salomonensis ingår i släktet Vrydagzynea och familjen orkidéer. Inga underarter finns listade i Catalogue of Life.